# Gymnochiromyia mihalyii
Gymnochiromyia mihalyii is een vliegensoort uit de familie van de Chyromyidae. De wetenschappelijke naam van de soort is voor het eerst geldig gepubliceerd in 1979 door Soos.